# Majasari (Prabumulih Selatan)
Majasari is een bestuurslaag in het regentschap Prabumulih van de provincie Zuid-Sumatra, Indonesië. Majasari telt 6020 inwoners (volkstelling 2010).